# Бако, Исмаэль
Исмаэ́ль Ба́ко (нидерл. Ismaël Bako; род. 10 октября 1995, Лёвен, Бельгия) — бельгийский баскетболист, играющий на позиции центрового.

## Карьера

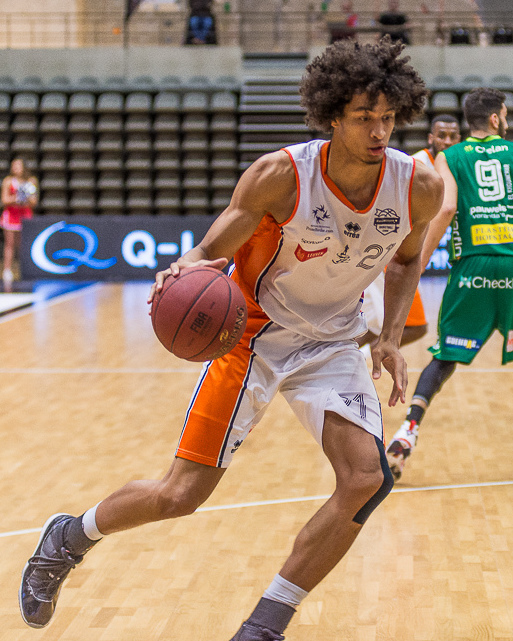
В составе «Лёвен Беарз» (2017)

Бако начал свою профессиональную карьеру в «Лёвен Беарз», дебютировав в 2012 году в чемпионате Бельгии. В сезоне 2016/2017 он был назван лучшим молодым игроком турнира, набирая в среднем за игру 8 очков и 4,1 подбора.
В 2017 году подписал контракт с «Антверп Джайентс». Вместе с командой стал двукратным серебряным призёром чемпионата Бельгии. В сезоне 2018/2019 выиграл Кубок Бельгии, где был признан самым ценным игроком. В этом же сезоне стал бронзовым призёром Лиги чемпионов и вошёл в символическую пятёрку турнира, его средняя статистика там за 20 игр составила 11,1 очка и 6,5 подбора.
В июле 2019 года Бако перешёл в АСВЕЛ, где в сезоне 2020/2021 стал победителем чемпионата Франции, а также обладателем Кубка Франции.
В июле 2021 года Исмаэль присоединился к клубу «Манреса». В составе команды стал серебряным призёром Лиги чемпионов, где его средняя статистика составила 8,7 очка и 5,9 подбора за игру. В чемпионате Испании принял участие в 33 матчах, в которых набирал в среднем 10,3 очка и 6,1 подбора.
Летом 2022 года стал игроком команды «Виртус» (Болонья). В составе клуба завоевал Суперкубок Италии, а также стал финалистом национального Кубка и вице-чемпионом страны. Помимо этого принимал участие в матчах Евролиги, где его средняя статистика составила 6,1 очка и 2,7 подбора.
В августе 2023 года Бако перешёл в УНИКС.

## Сборная Бельгии
Бако играл за сборную Бельгии на чемпионате Европы 2017 года, где сборная Бельгии заняла 12-е место. Также он принимал участие в чемпионате Европы 2022 года, где Бельгия заняла 14-е место.

## Достижения
- Бронзовый призёр Единой лиги ВТБ: 2024/2025
- Серебряный призёр Суперкубка Единой лиги ВТБ: 2024
- Серебряный призёр чемпионата Бельгии (2): 2017/2018, 2018/2019
- Бронзовый призёр чемпионата России: 2024/2025
- Обладатель Кубка Бельгии: 2018/2019
- Бронзовый призёр Лиги чемпионов ФИБА: 2018/2019
- Обладатель Кубка Франции: 2020/2021
- Чемпион Франции: 2020/2021
- Серебряный призёр Лиги чемпионов ФИБА: 2021/2022
- Обладатель Суперкубка Италии: 2022
- Серебряный призёр чемпионата Италии: 2022/2023
- Серебряный призёр Кубка Италии: 2022/2023